# 全国共済水産業協同組合連合会
全国共済水産業協同組合連合会（ぜんこくきょうさいすいさんぎょうきょうどうくみあいれんごうかい）は、水産業協同組合法に基づき日本全国の漁業協同組合、水産加工業協同組合およびその連合会等により組織された、共済事業（JF共済）を行う団体。愛称は「JF共水連」。

## 概要
- 本所 -〒101-0052 東京都千代田区神田小川町2-3-6 神田小川町二丁目ビル
- 代表者
  - 鎌田光夫（代表理事会長）
  - 川端勲（代表理事副会長）
  - 大井誠治（代表理事副会長）
  - 清水清三（代表理事副会長）
  - 松井明（代表理事専務）
- 総資産 - 489,648百万円
- 契約件数 - 66.5万件
- マスコットキャラクター - 海の子まありん[1]

## 沿革
- 1950年 - 同共済事業の根拠法となる水産業協同組合法制定。
- 1951年 - 全国水産業協同組合共済会発足。
- 1983年 - 全国水産業協同組合共済会が全国共済水産業協同組合連合会に改組。

## 主な共済商品
- チョコー - 普通厚生共済
- ノリコー - 乗組員厚生共済
- ダンシン - 団体信用厚生共済
- ねんきん - 漁業者老齢福祉共済
- なぎさ年金 - 漁業者国民年金基金共済
- くらし - 生活総合共済
- カサイ - 火災共済